# Latarnia morska Naissaar
Latarnia morska na wyspie Naissaar (est. Naissaare tuletorn) w Estonii została wybudowana w 1960 r. w miejsce drewnianej latarni z 1949 r. Wcześniej na wyspie istniały dwie latarnie, ale żadna z nich nie przetrwała II wojny światowej. Obecna latarnia znajduje się na północnym skrawku wyspy. Wysoka na 45 metrów wieża o ośmiokątnej podstawie zbudowana jest z betonu.

## Dane techniczne
- Położenie: 59°36.222' N 24°30.636' E
- Wysokość wieży: 45 m
- Wysokość światła: 47 m n.p.m.
- Zasięg światła: 12 Mm, 25–335°
- Kolor światła: białe
- Charakterystyka światła: 
  - Blask: 3 s
  - Przerwa: 7 s 
  - Okres: 10 s